# Дубравная улица (Казань)
Дубравная улица (тат. Дубравная урамы) — улица в Приволжском районе Казани.

## Название
Улица названа в 1989 году в честь прилегающего к южной её стороне лесного массива – Пригородного лесхоза Столбищенского лесничества, который в народе именуется лесопарком «Дубрава».
Название улицы официально утверждено решением Казанского горисполкома от 15 марта 1989 года № 229.

## Расположение
Улица Дубравная находится в жилом районе Горки, являясь его южной границей. Она пролегает от улицы Рихарда Зорге в западном направлении как продолжение улицы Комиссара Габишева (изначально улица Дубравная рассматривалась как её западный участок), но на завершающем отрезке сворачивает к северо-западу и заканчивается у проспекта Победы.
С северной (нечётной) стороны улицы Дубравной расположены многоэтажные дома микрорайонов 8А и 9А, с южной (чётной) стороны – Пригородный лесхоз Столбищенского лесничества (лесопарк «Дубрава»), жилой комплекс «Экопарк «Дубрава» и ряд других домов, не относящихся к данному жилому комплексу. В районе соединения улицы Дубравной с проспектом Победы с юго-западной стороны к ней примыкает коттеджный посёлок, дома которого имеют адресацию по улице Затлы. 

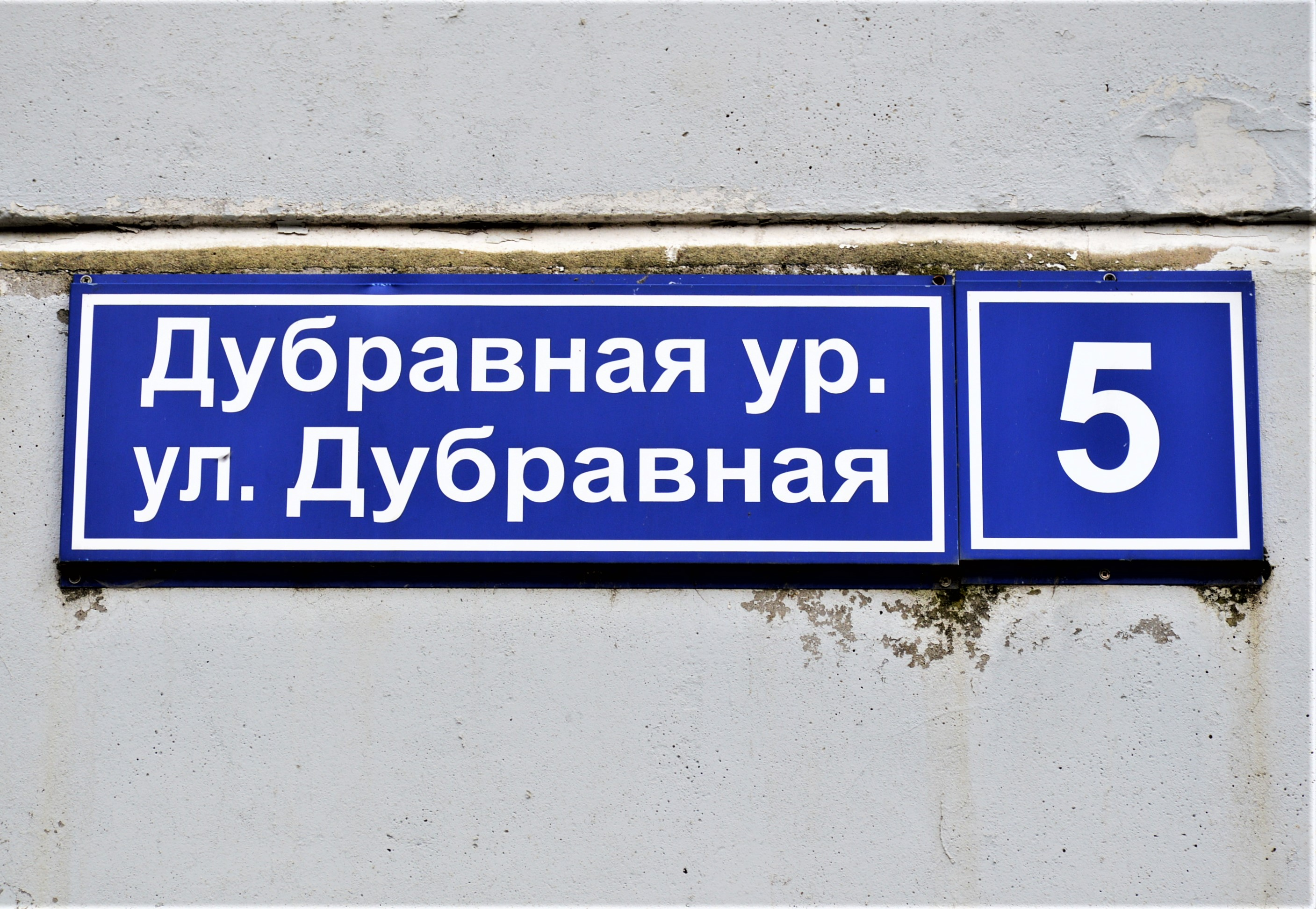
Табличка на доме:
ул. Дубравная, 5 —
пример нормативного написания названия улицы на татарском
и русском языках (май 2020)

Общая длина улицы Дубравной составляет 2,2 км.

## История
Улица Дубравная стала застраиваться с конца 1980-х годов, при этом большинство домов микрорайонов 8А и 9А возведены уже в 1990-е годы. Комплексная застройка по советскому проекту типовыми многоэтажными зданиями так и осталась незавершённой. По этой причине значительная часть улицы застраивалась в постсоветский период уже на коммерческих условиях домами индивидуальных проектов. 
В 2000-е годы началось освоение пустых пространств по чётной стороне улицы Дубравной. В частности, на территории большого пустыря, клином вдающегося в зелёную зону Пригородного лесхоза Столбищенского лесничества (лесопарк «Дубрава»), компания «Тандем» стала возводить жилой комплекс «Экопарк «Дубрава» (первые дома были введены в строй в 2009 году).
В микрорайоне 8А находится первый в Татарстане дом (улица Дубравная, 11), возведённый в рамках государственной республиканской программы социальной ипотеки. В торжественной церемонии его заселения, состоявшейся 13 июля 2006 года, принял участие инициатор программы, первый Президента Татарстана М.Ш. Шаймиев.
В микрорайоне 9А находится Дом ветеранов (улица Дубравная, 35) – специализированный жилой дом для инвалидов и участников Великой Отечественной войны (1941-1945 гг.), жителей блокадного Ленинграда, вдов умерших (погибших) участников Великой Отечественной войны, бывших несовершеннолетних узников фашистских концлагерей, тружеников тыла. Его торжественное открытие состоялось 8 мая 2008 года также при участии М.Ш. Шаймиева.

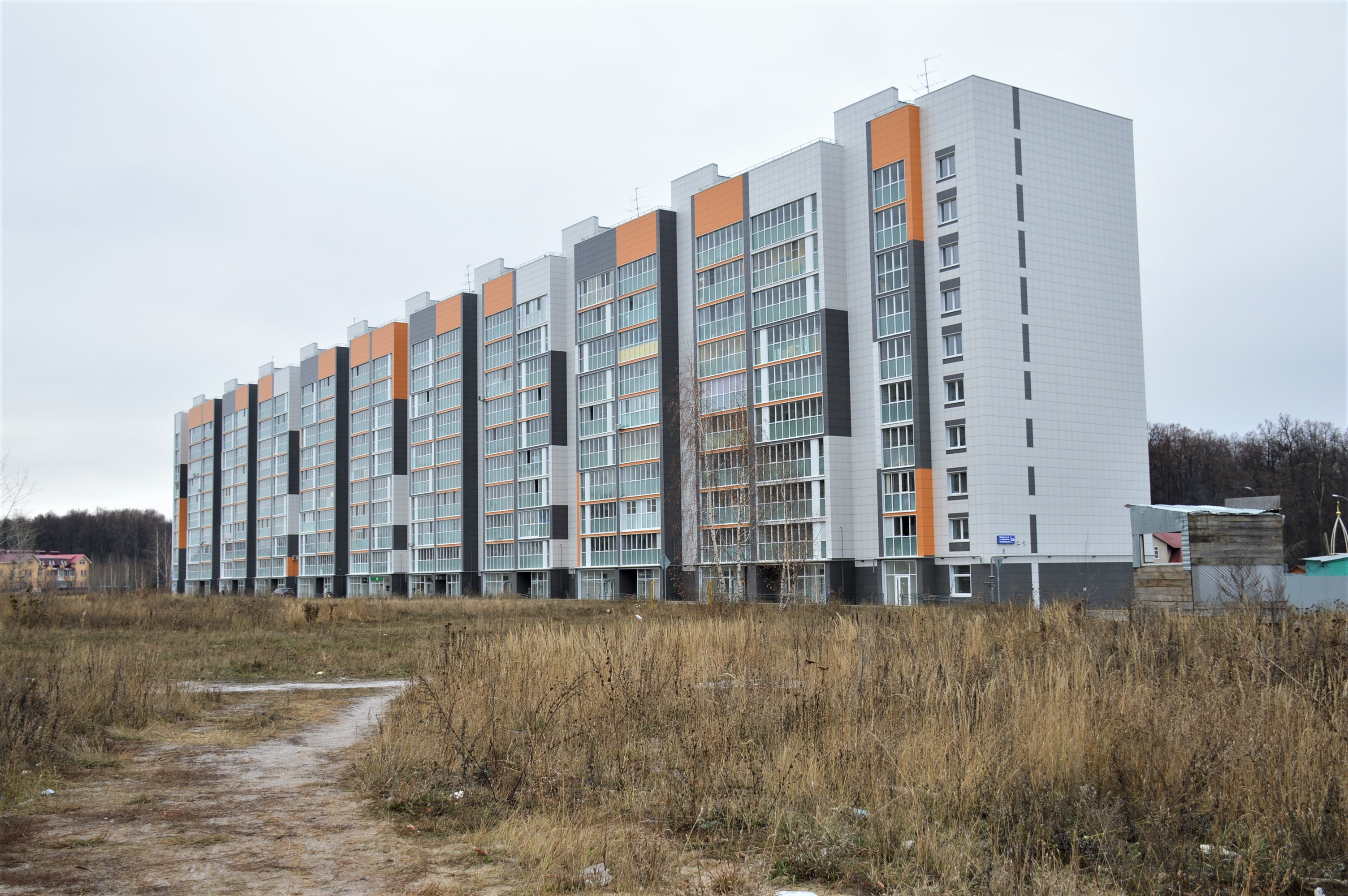
Новостройка 2018 года: ул. Дубравная, 2Д
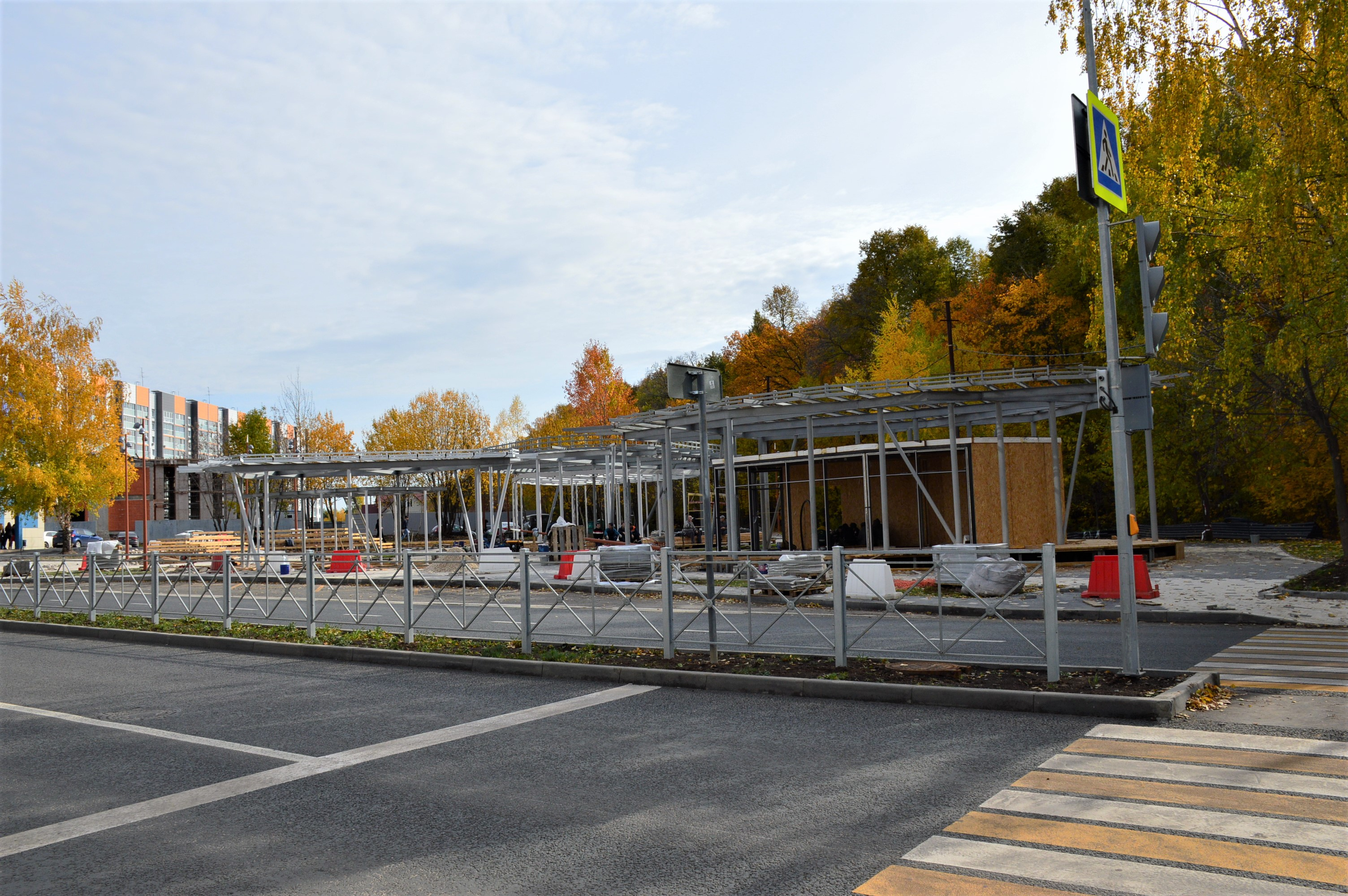
Строительство входной зоны лесопарка «Дубрава»: вид со стороны улицы Дубравной
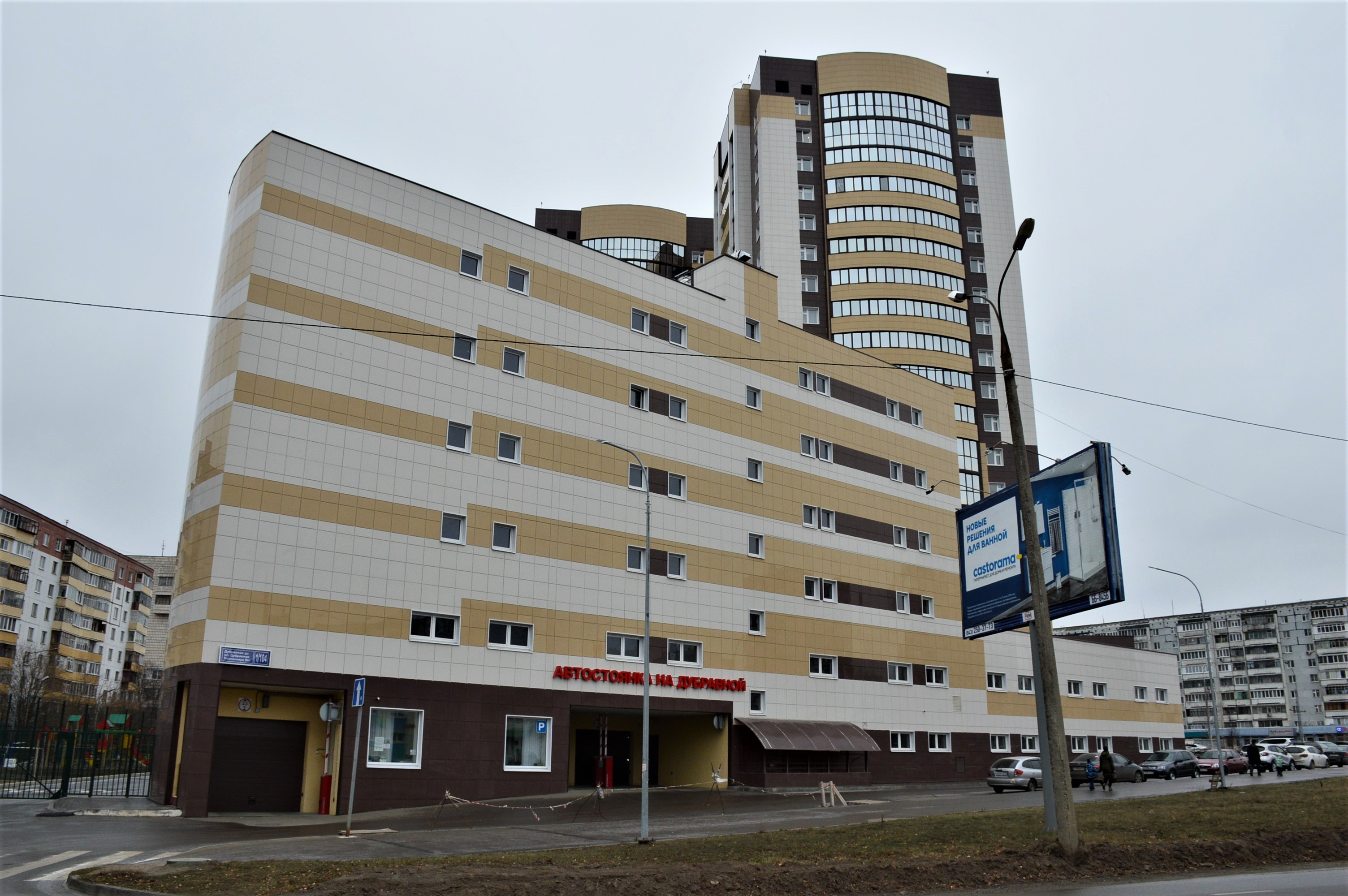
Многоэтажная автостоянка на Дубравной: ул. Дубравная, 1/104
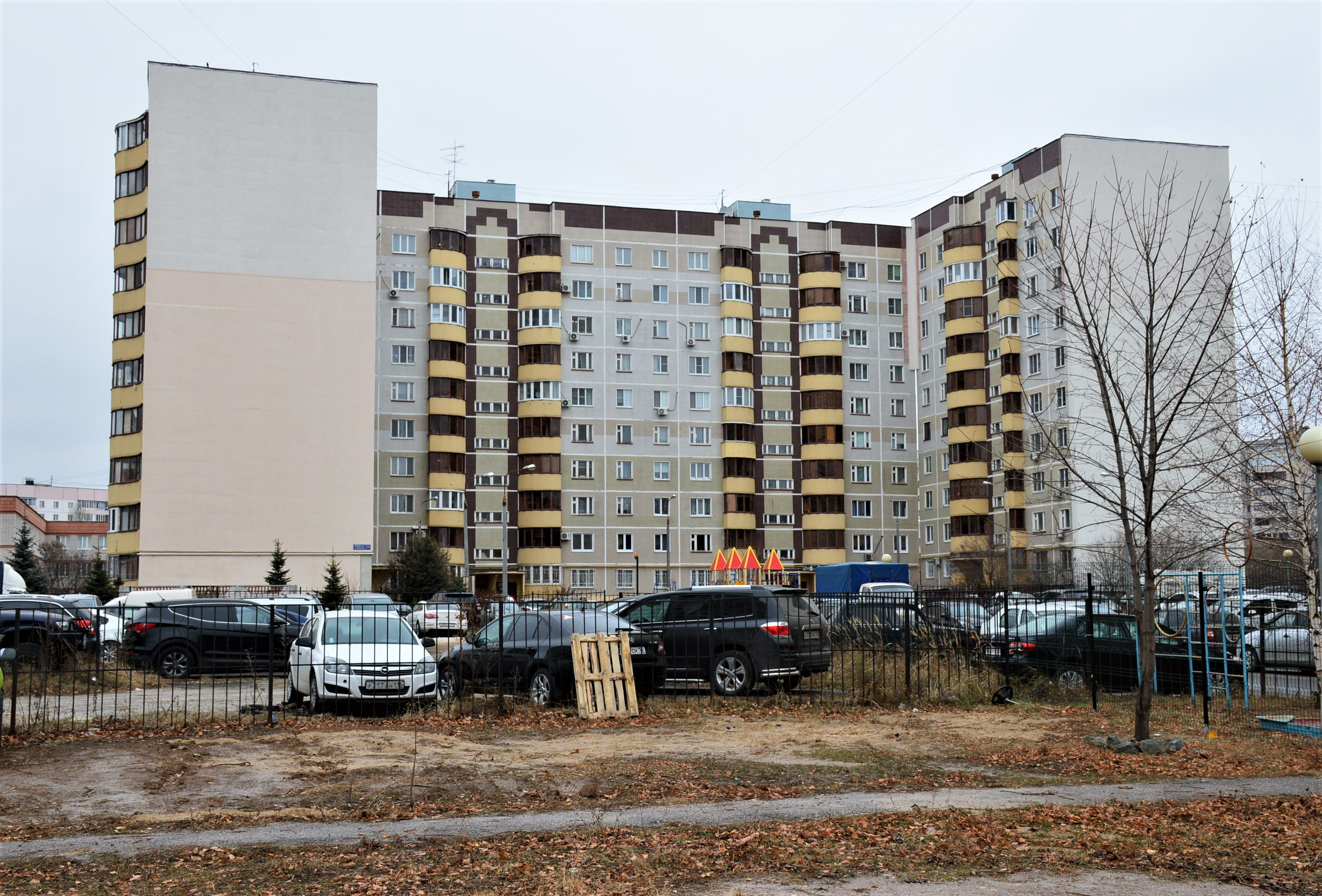
Первый в Татарстане дом, построенный по республиканской программе социальной ипотеки: ул. Дубравная, 11
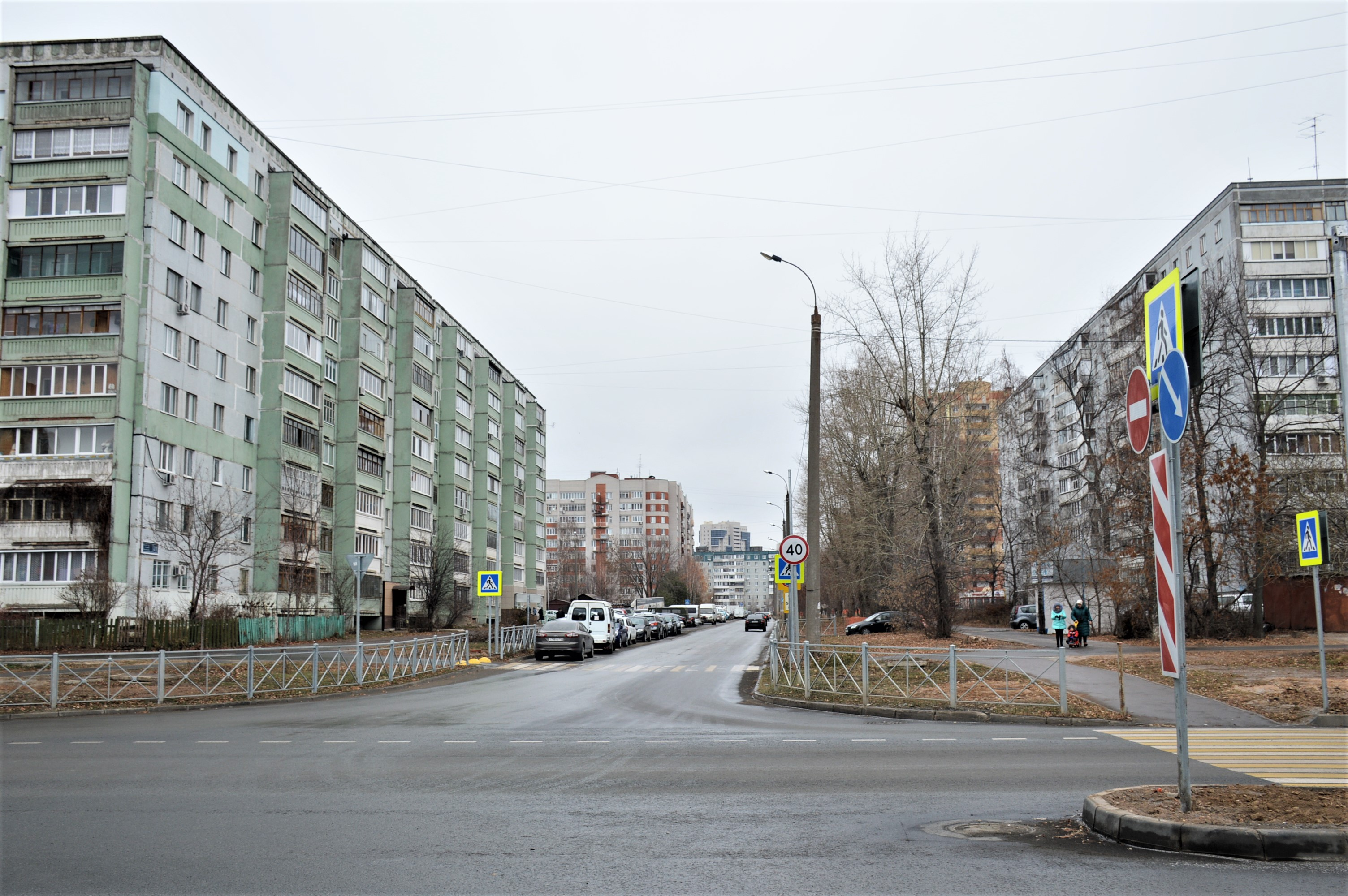
Проезд, соединяющий улицу Дубравная с улицей Юлиуса Фучика

## Городской общественный транспорт
По улице Дубравной ходят автобусы 46 маршрута (по состоянию на ноябрь 2018 года).

## Объекты, расположенные на улице
На улице Дубравная расположены следующие значимые объекты (перечислены в направлении с востока на запад):
- Лесопарк «Дубрава»;
- Велосипедная и лыжная база «Дубравная» (ул. Дубравная, 2Е);
- Детский сад № 396 (ул. Дубравная, 15);
- Казанская метеорологическая станция (ул. Дубравная, 16);
- Дом ветеранов (ул. Дубравная, 35);
- Детский сад № 130 (ул. Дубравная, 35А);
- Средняя общеобразовательная школа № 150 (ул. Дубравная, 45);
- Гимназия № 16 (ул. Дубравная, 51А);
- Детский сад № 131 «Стрекоза» (ул. Дубравная, 51Б);
- Торгово-офисный центр «Дубрава» (ул. Дубравная, 51Г);
- Жилой комплекс «Экопарк «Дубрава».

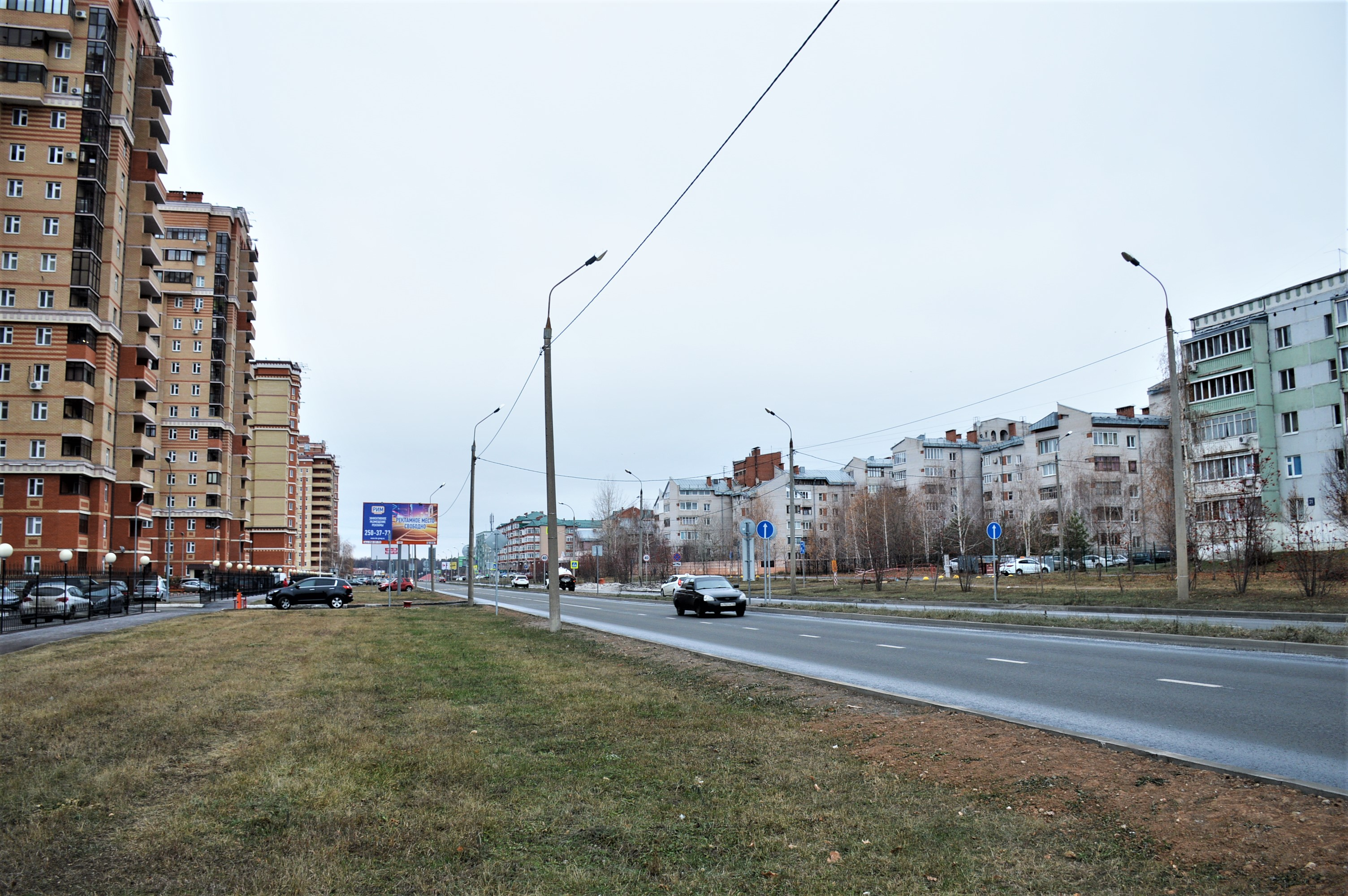
Улица Дубравная около жилого комплекса «Экопарк «Дубрава»
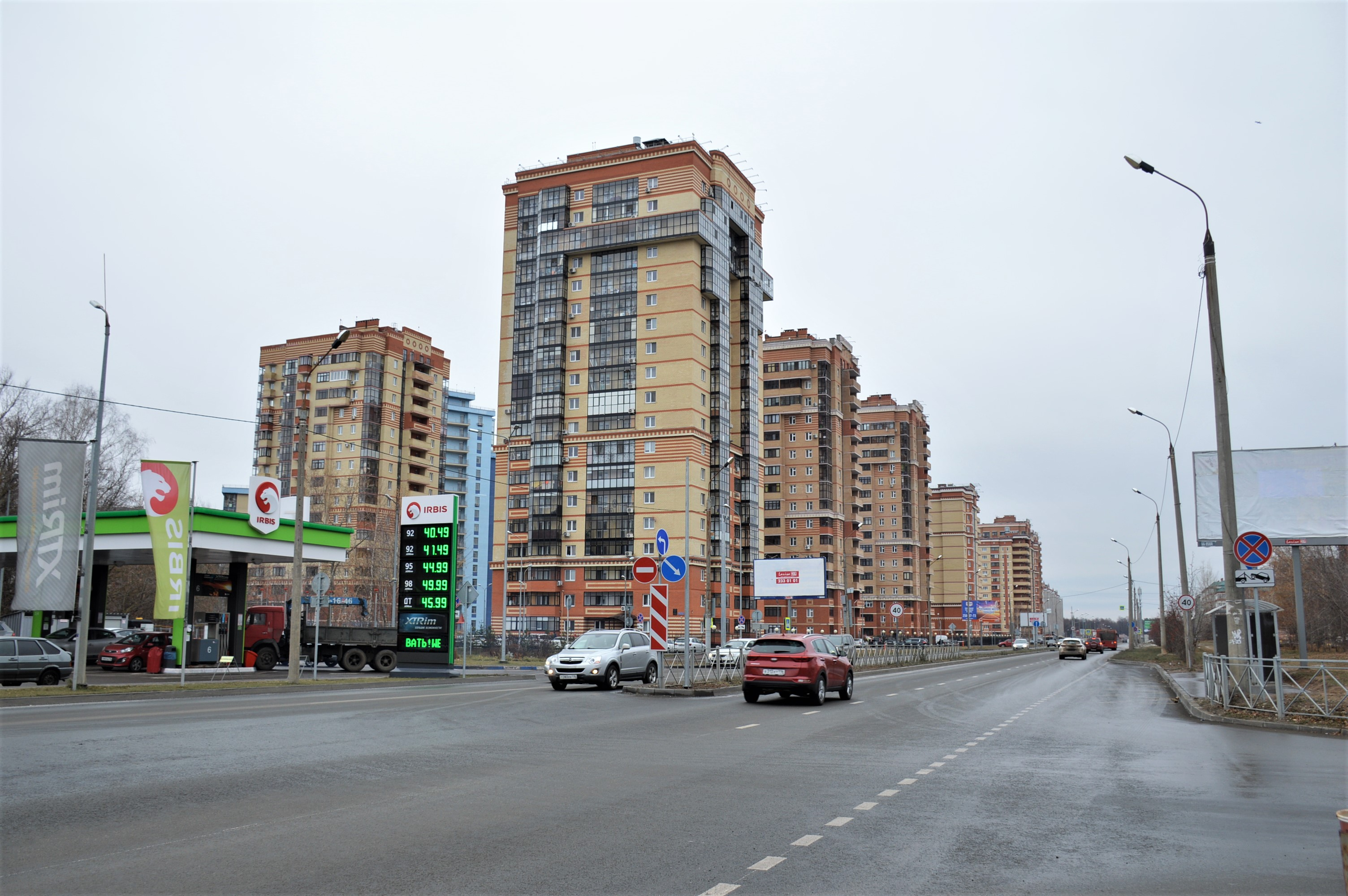
Жилой комплекс «Экопарк «Дубрава»
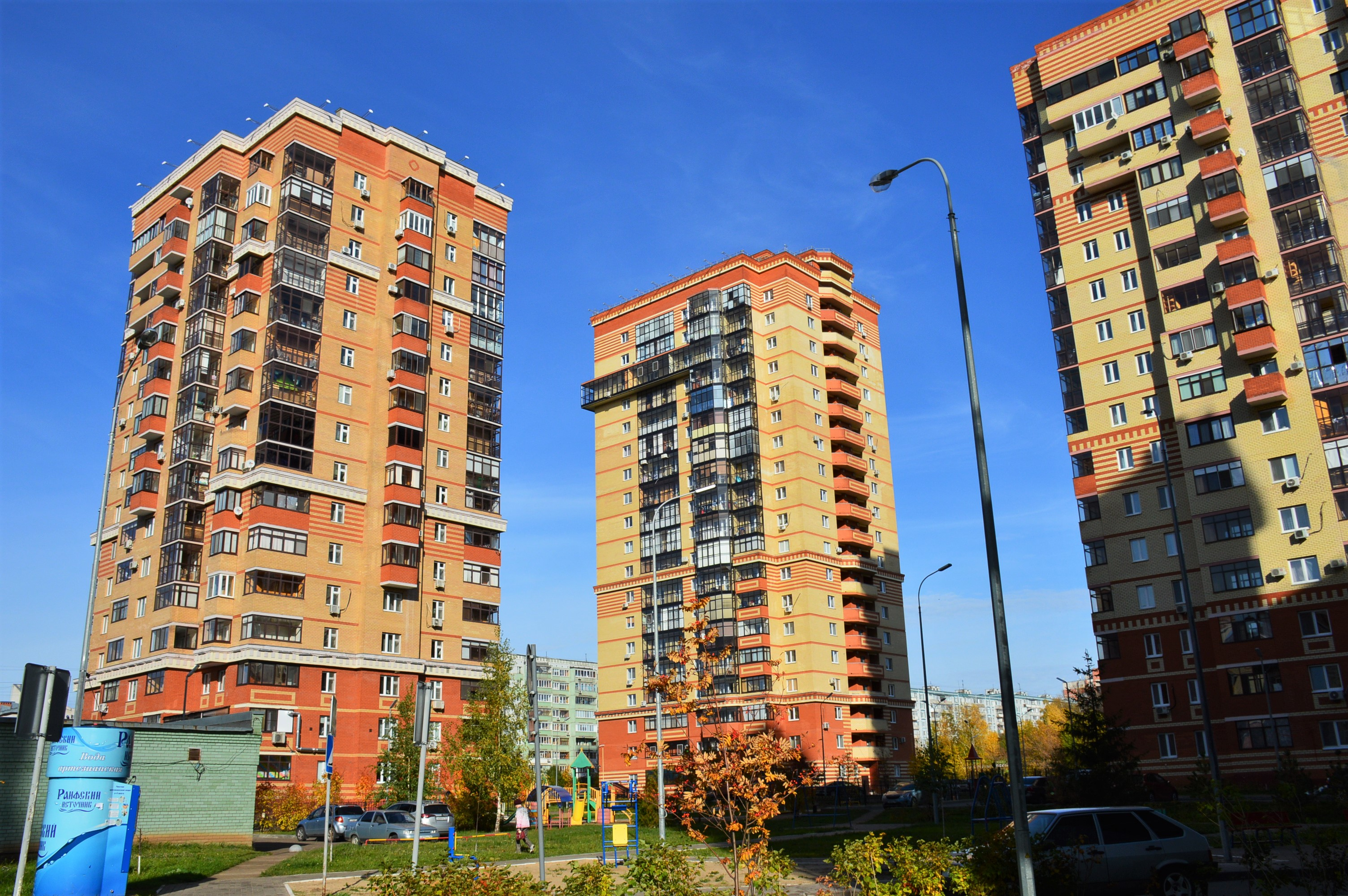
Жилой комплекс «Экопарк «Дубрава»
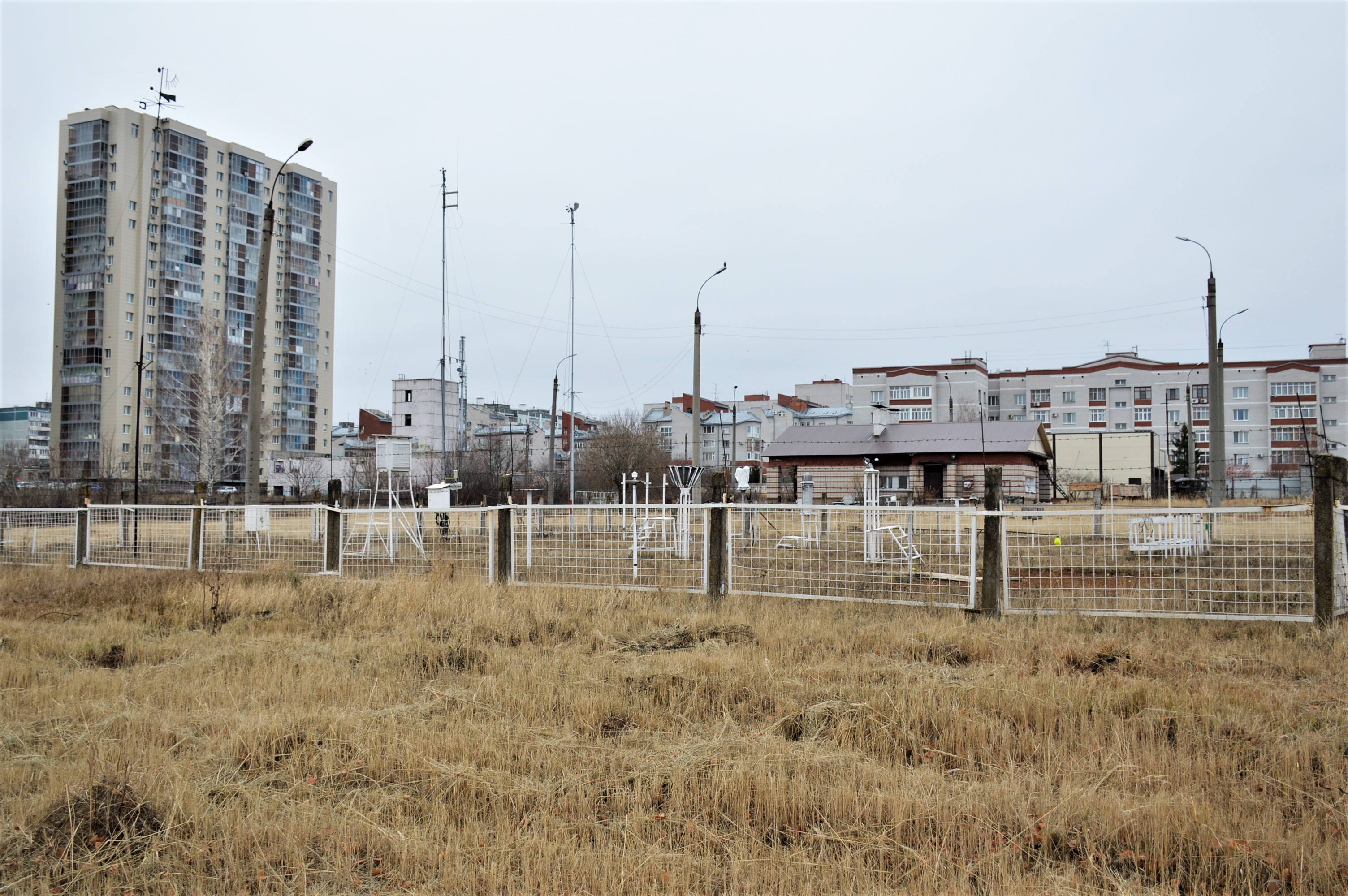
Метеорологическая станция: ул. Дубравная, 16
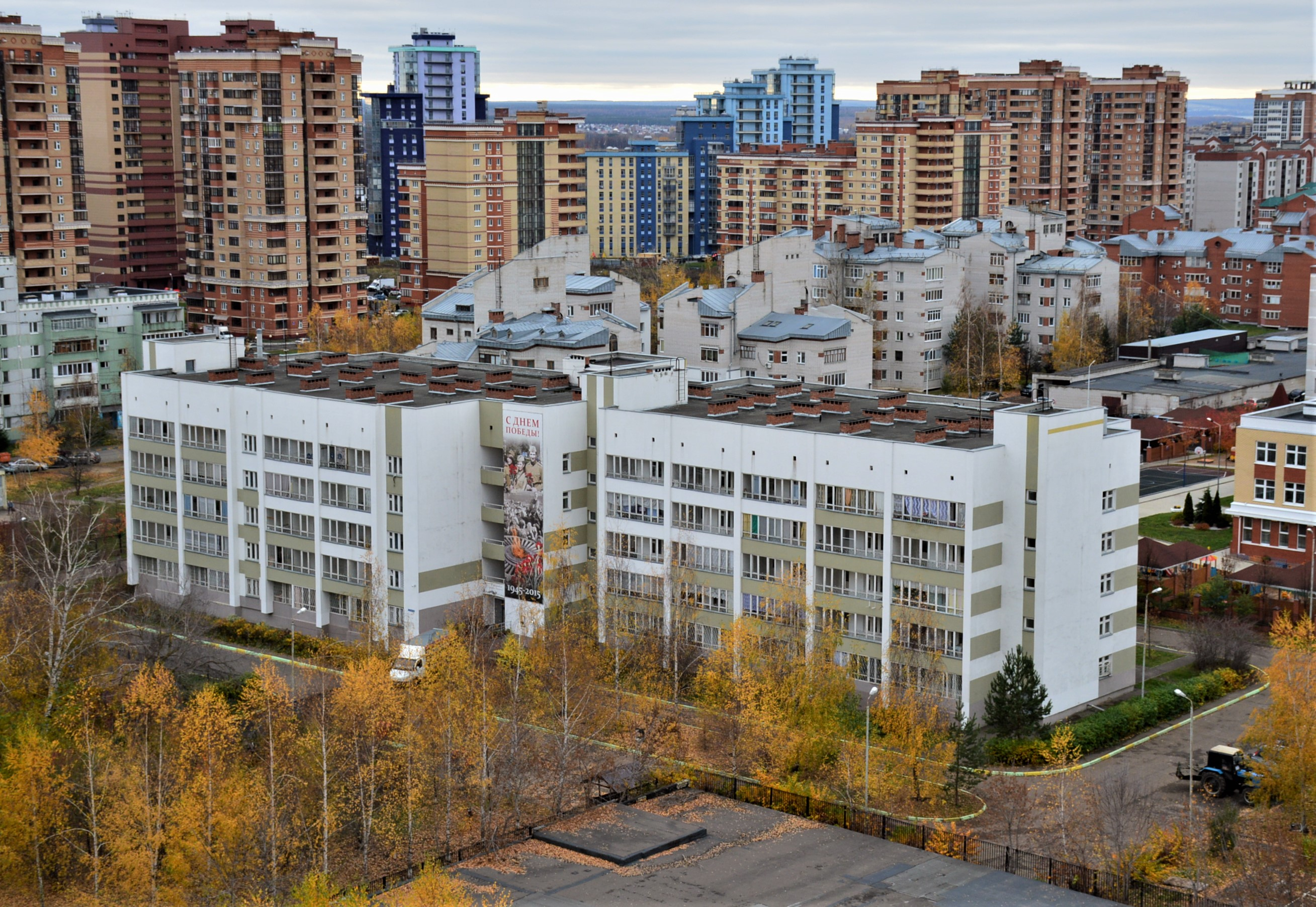
Дом ветеранов: ул. Дубравная, 35
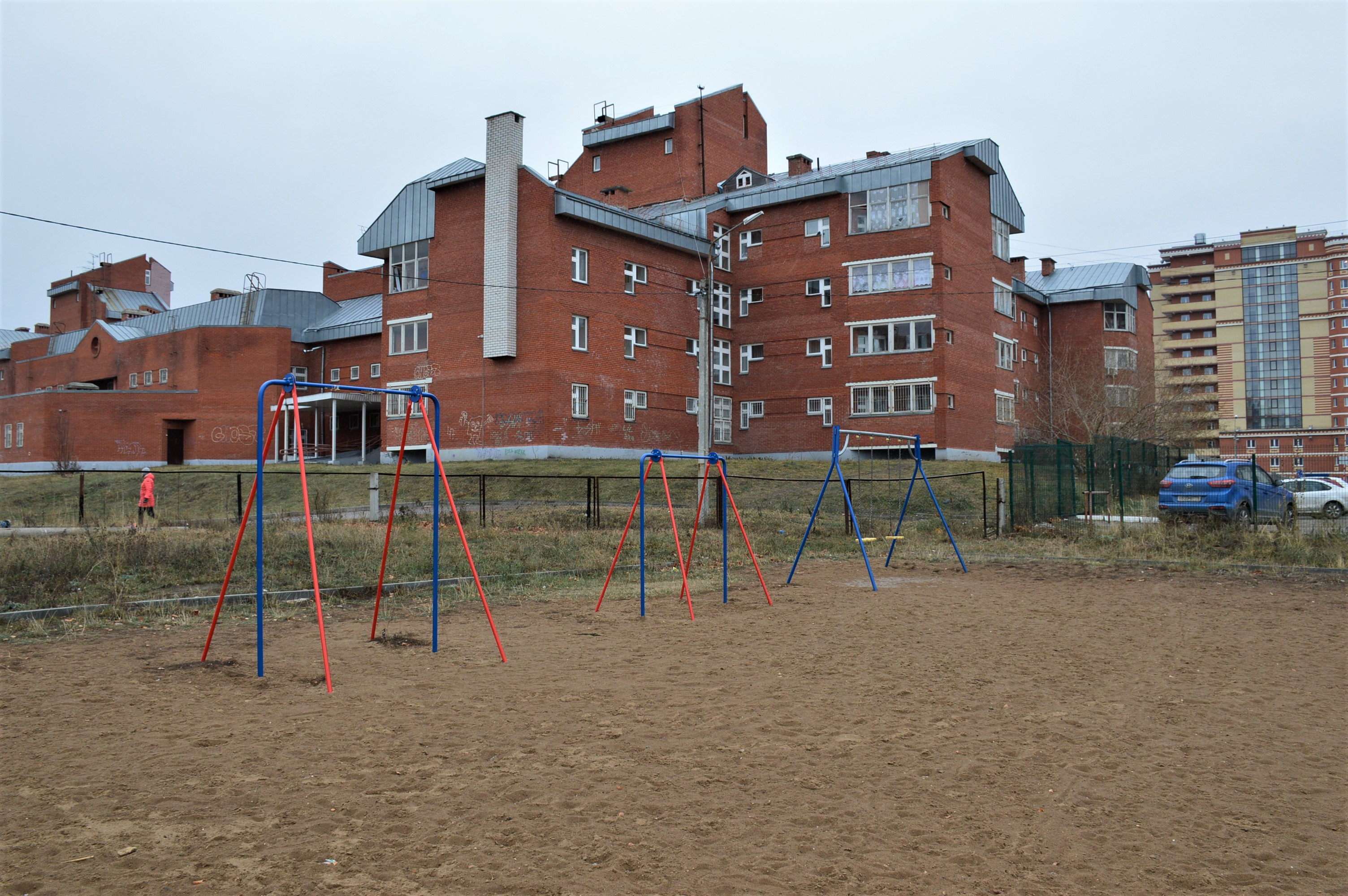
Жилой дом в микрорайоне 9А: ул. Дубравная, 43В